# Stylidium tenellum
Stylidium tenellum là một loài thực vật có hoa trong họ Stylidiaceae. Loài này được Sw. miêu tả khoa học đầu tiên năm 1807.